# Вардарская Македония

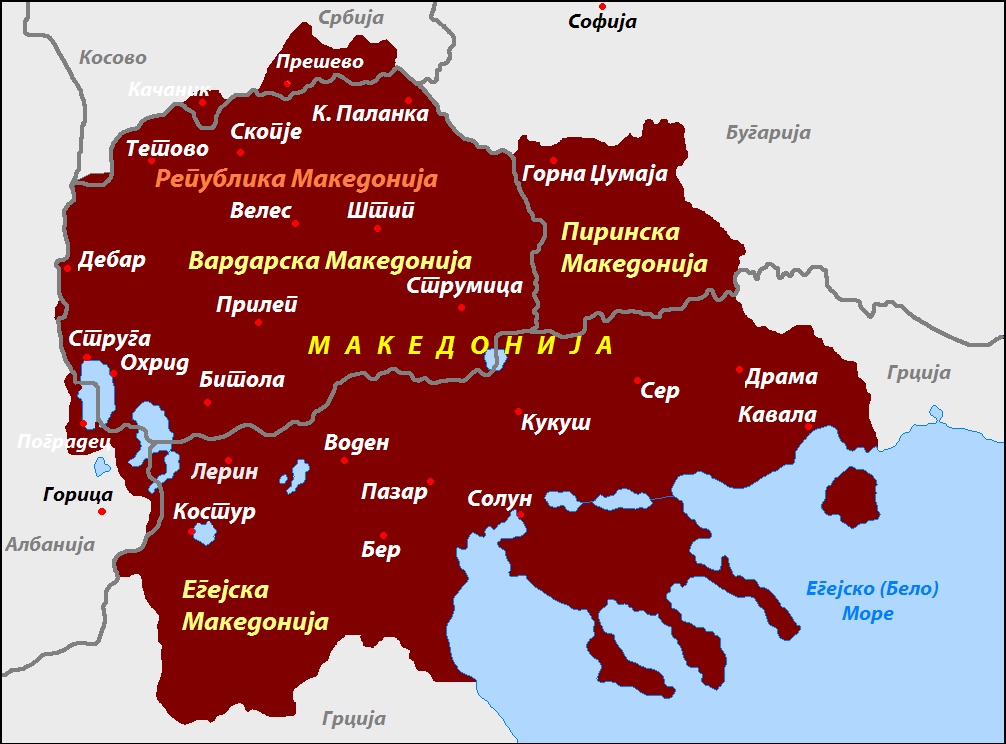
Вардарская Македония как часть исторического региона Македония.

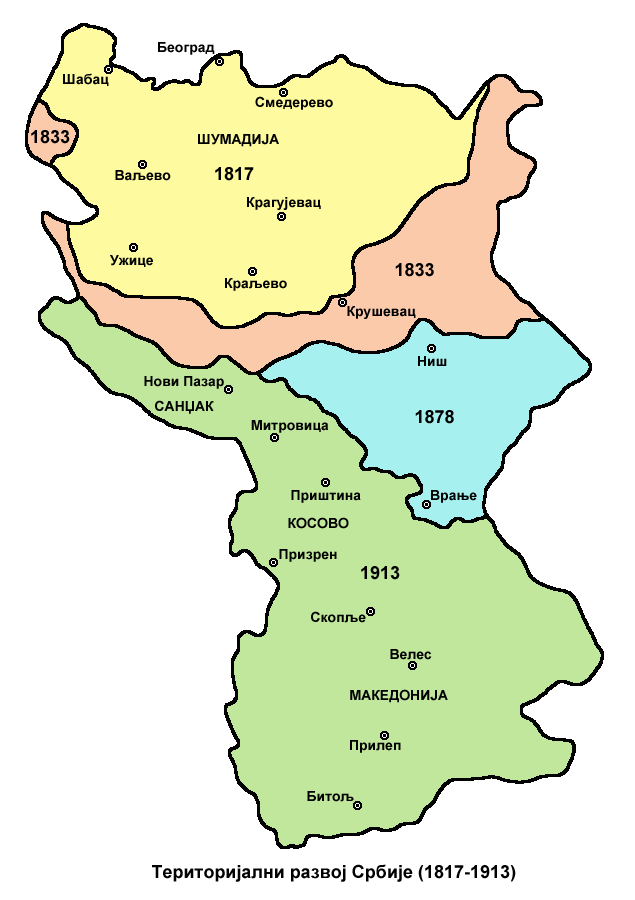
Королевство Сербия в 1913

Ва́рдарская Македо́ния (макед. Вардарска Македонија, серб. Вардарска Македонија, болг. Вардарска Македония, греч. Μακεδονία του Βαρδάρη) — территория на севере исторической области Македония, на 98 % совпадает с границами современной Северной Македонии, 2 % вошли в состав Сербии. Площадь территории составляет 25 713 км². Вардарская Македония получила своё наименование по главной реке — Вардару. Она вошла в состав Сербии по Бухарестскому договору 1913 года.